# 오르후스 GF (여자)
오르후스 GF ; 일반적으로 AGF로 알려진 유틀란트 오르후스 에 연고를 둔 덴마크 여자 축구단으로 덴마크 상위 디비전 엘리테디비시오넨에 소속되어 있다.
이 클럽은 2020년 3월에 설립되었으며 오르후스 짐나스티크포레닝 구단 및 여러팀이 덴마크 엘리테디비시오넨 최고의 상위 디비전에서 뛰어야 하는 여자 팀을 구성하기로 결정했다. 구단은 리그에서 VSK의 자리를 차지했다. 구단은 AGF 저지와 AGF Women이라는 이름으로 표시되어야 한다.
AGF A/S가 80%, VSK Aarhus와 IF Lyseng이 각각 10%를 소유하고 있는 설립된 주식회사 'AGF Kvindefodbold ApS'이다.